# 乌尔苏拉·玛丽亚·库琴斯基
乌尔苏拉·玛丽亚·库琴斯基（德語：Ursula Maria Kuczynski，1907年5月15日—2000年7月7日），又名露特·库琴斯基（Ruth Kuczynski）、露特·维尔纳（Ruth Werner）、乌尔苏拉·伯尔东（Ursula Beurton）、乌尔苏拉·汉布格尔（Ursula Hamburger），是一个德国作家及一个为苏联服务的间谍。

## 曾用名
两次婚姻和间谍生涯使她拥有了一系列不同寻常的名字。很多文献将她的姓名认定为露特·维尔纳（Ruth Werner）。
佐尔格给她的代号是索尼娅（Sonjas）。

## 生平

### 早年
乌尔苏拉·玛丽亚·库琴斯基是他们六兄妹中的老二。

## 回忆录
- 《谍海忆旧》，又译为《索尼娅的报告》（Sonjas Rapport）